# Comacchio
Comacchio est une commune de la province de Ferrare, dans la région Émilie-Romagne, en Italie.

## Géographie

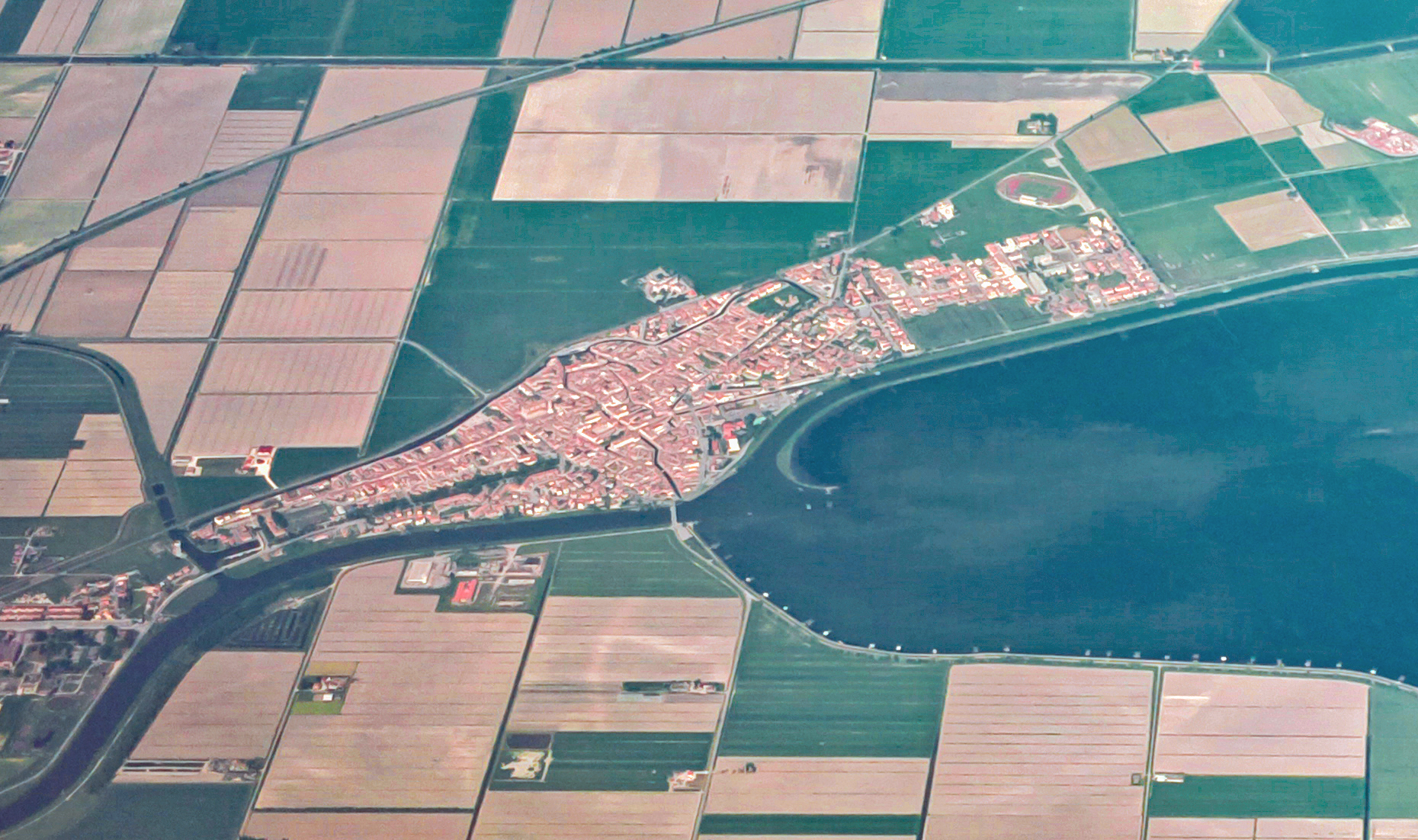
Comacchio.

Comacchio (Cmâc dans la langue locale (it)) se situe dans le delta du Pô au milieu des marais (val de Comacchio ou valli di Comacchio), la partie Est de la plaine du Pô, entre Ferrare et la mer Adriatique.

## Origine du nom
Si on se réfère aux premières installations, le toponyme pourrait dériver du grec kuma (vague), ou selon une rubrique du haut-médiéval : cumaculum (petite vague), ou encore commeatulus (flotte navale), puis devint Comaclio, Comiachio et enfin Comacchio[pas clair].
Comacchio est aussi appelé la « Petite Venise » en raison des canaux qui serpentent dans la ville historique[réf. souhaitée].

## Histoire

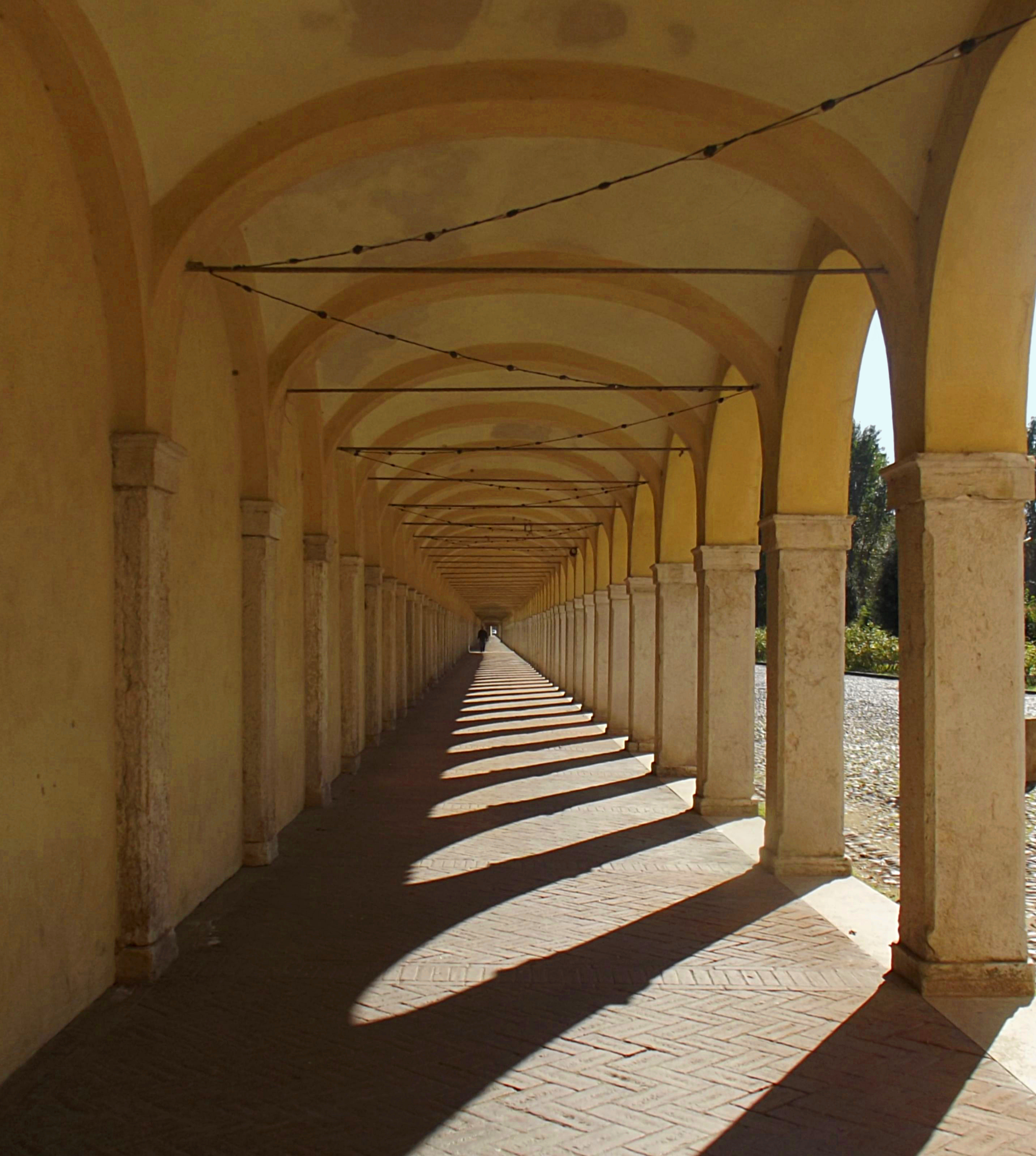
Arcades des frères mineurs capucins, série de 143 arches réalisées en 1647.

L'histoire de Comacchio est intimement liée aux valli (marais) et à l'évolution morphologique et hydrographique du Delta du Pô dû aux apports alluviaux du Pô et à l’avancement de la ligne côtière.
Comacchio naît après le déclin de Spina au IIIe siècle av. J.-C. — comme l’attestent des vestiges romains découverts pendant la bonification des marais.
Après la chute de l'Empire romain d'Occident, Comacchio fit partie de l'exarchat de Ravenne — comme en témoignent les monastères de St. Maria en Pado Vetere (Valle Pega) et St. Maria en Aula Regia.
Comacchio passa sous domination du Royaume lombard après le Capitulaire de Liutprand (archive de 715) — dans lequel sont décrites les règles et les taxes à payer pour le commerce du sel, ainsi que le droit exclusif accordé à la ville, envisagée comme contrepartie par les Lombards, pour le traitement, la conservation et le commerce de l'anguille — puis, les Lombards vaincus et chassés, Charlemagne offrit la ville à l'Église ; Comacchio devint siège épiscopal. 
Venise attaque Comacchio en 854, 866 — à cause de l’importance stratégique que représentent la production et le commerce du sel —, 932 — les armées de la Sérénissime (Venise) rasent le pays —, et 946.
En 1325, devenue commune libre, les habitants font acte de dévouement aux ducs d'Este, qui gouvernèrent et gérèrent les profits des marais (valli), pendant que la production du sel continuait à être entravée par Venise. En 1598, Comacchio fait partie de la Romagne qui appartient aux États pontificaux. Pendant une longue période, la location et sous-location des marais salants, à des prix excessifs, à des citadins comme à des étrangers provoqua de nombreuses manifestations.

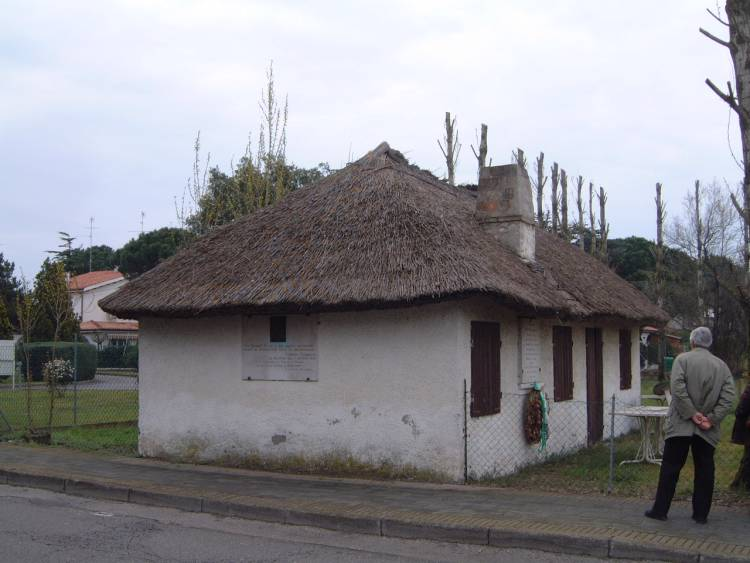
Maison de pêcheur où fut déposée Anita Garibaldi le 2 août 1849 (Lido delle Nazioni).

En 1797, lorsque Napoléon Bonaparte s'empara du pays et des marais, les citoyens, guidés par Antonio Buonafede et Guido Manfrini, se rebellèrent et obtinrent la signature du Rogito Giletti (12 juillet 1797), par laquelle la République Française vendait à la ville de Comacchio tous les marais. Encore aujourd’hui le Rogito est l'unique document qui sanctionne la propriété de la Commune sur les marais.
En 1853, des phénomènes de salinité et de mort de poissons forcèrent la commune à se tourner vers la Chambre Apostolique, qui confie la gestion des marais au Ministère des Finances.
Le 2 août 1849, fuyant les navires autrichiens, Giuseppe Garibaldi débarqua à Magnavacca (Porto Garibaldi aujourd’hui) avec Anita, sa femme malade ; ils trouvèrent refuge auprès des comacchiens (au Lido des Nations se trouve encore la hutte de Garibaldi). Anita mourut dans une ferme de la localité de Mandriole le 4 août.

## Les valli di Comacchio

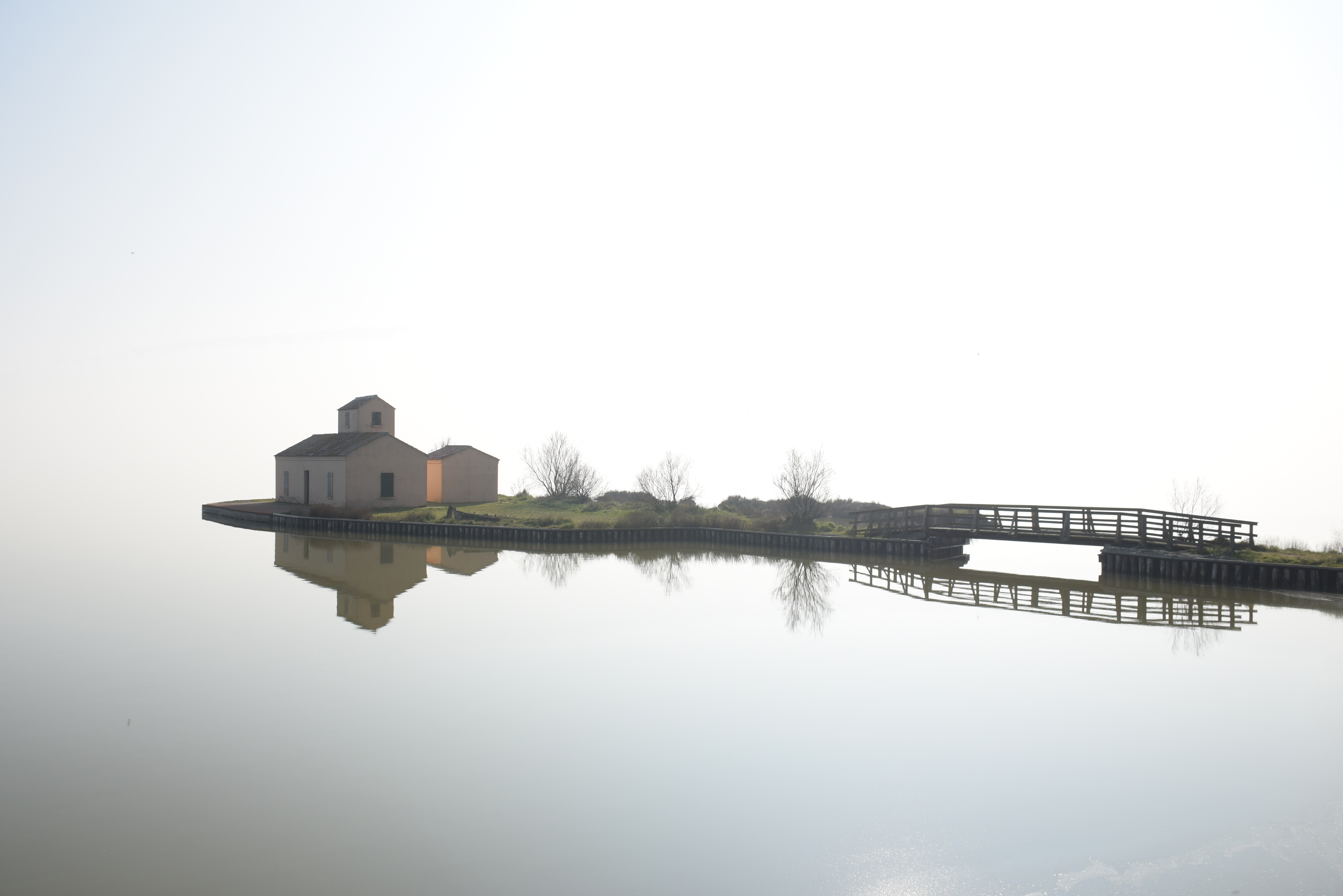
Casone Donnabona, musée de la pêche dans une ancienne construction de pecheur, à Comacchio. Février 2021.

L'histoire des marais de Comacchio ou valli di Comacchio est liée à l'évolution morphologique et hydrographique du Delta du Pô dû aux apports alluviaux du Pô et à l’avancement de la ligne côtière. Les premières installations humaines, remontent au VIe siècle av. J.-C., lorsque s’établit une population étrusque, en fondant la ville de Spina, dont le déclin débutera un siècle plus tard. L’assèchement des marais permit la découverte de villas d’époque pré-romaine et d’un bateau romain, la Fortuna Maris, avec tout son chargement de matériels en brique spécifiques de l’époque d’Auguste (Caius Julius Caesar Octavianus Augustus) 63 av. J.-C.-14 ap. J.-C. (Navire découvert en 1981 au cours du creusement d’un canal de drainage, restauré et conservé au Palazzo Bellini à Comacchio).

### Travaux de bonification
Avec la déviation du fleuve Reno dans le lit du Pô de Primaro par le Cavo Benedettino et la réduction de la pêche, le gouvernement céda les marais à la Commune, qui dut endosser les travaux de réorganisation hydrographique.
Entrepris sans résultat par les familles d’Este, les travaux d’assainissement étaient nécessaires. En1865, premier projet d'assèchement d’environ 20 000 hectares. En1913, une autre œuvre considérable est accomplie sur plus de 8 000 hectares. Dans le début de l’après-guerre apparaissent les nécropoles de Spina, par l'assèchement des marais de Trebba et des marais de Pega. Dans les années 1960, les derniers assainissements sont ceux des marais du Mezzano (18 000 hectares).
Aujourd'hui, il ne reste que 11 000 hectares de marais. L'économie a évolué : après la pêche et le sel comme sources principales, ce sont le développement de l'agriculture sur les 60 000 hectares arrachés aux eaux et le tourisme balnéaire sur les sept lidos de Comacchio (Lido di Volano, Lido delle Nazioni, Lido di Pomposa, Lido degli Scacchi, Porto Garibaldi, Lido degli Estensi et Lido di Spina).
À partir des années 1980, la zone lagunaire (dont Comacchio est le cœur) liée au Parc du Delta du Pô, est appréciée par un tourisme naturaliste attiré par la faune et la flore des marais. Des ponts, canaux, routes et les maisons vivement colorées lui confèrent une vraie connotation de ville lagunaire, une petite Venise, particulière même pour ses émergences culturelles et architecturales.

### Faune et flore
Le chêne, le hêtre, le roseau et le tamaris, sont quelques-unes des plantes les plus diffuses dans cette zone. Les Valli abritent la plus grande variété de faune ornithologique d’Italie. On y trouve plus de 300 espèces d’oiseaux comme les flamants, les hérons, les aigrettes, le martin pêcheur, la bécassine et l’oie sauvage en hiver. En outre, pour les espèces piscicoles, on peut citer la dorade, l’anguille, le bar, le mulet (ou muge).

### Problèmes écologiques
Un des problèmes liés à l'agriculture est posé par la remontée, dans le fleuve Reno, des eaux saumâtres poussées par les marées de l'Adriatique. Lors des saisons sèches, le niveau du fleuve est plus bas que le niveau de la mer et, malgré le barrage mobile de Volta Scirocco, les eaux salées remontent de plusieurs kilomètres à l'intérieur des terres, interdisant toute irrigation des cultures.

### Resources et gastronomie
La pêche est très pratiquée, surtout à l'anguille, ainsi que l’exploitation de salines.

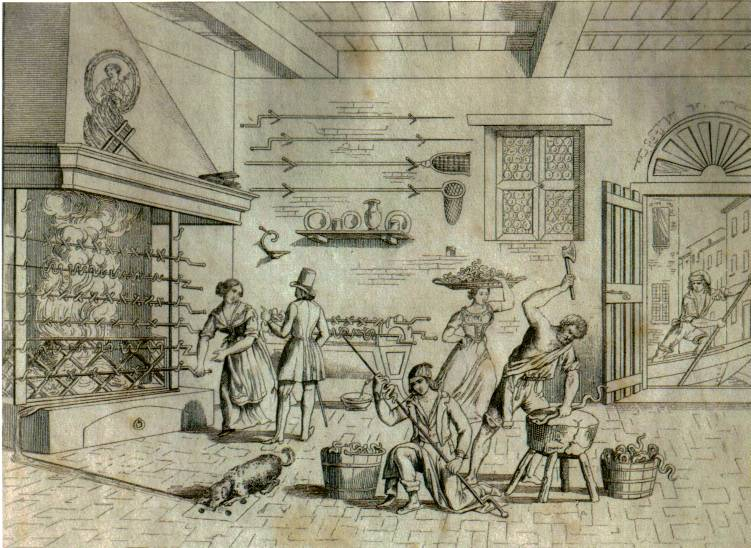
Traitement des anguilles à Comacchio au XIXe siècle.

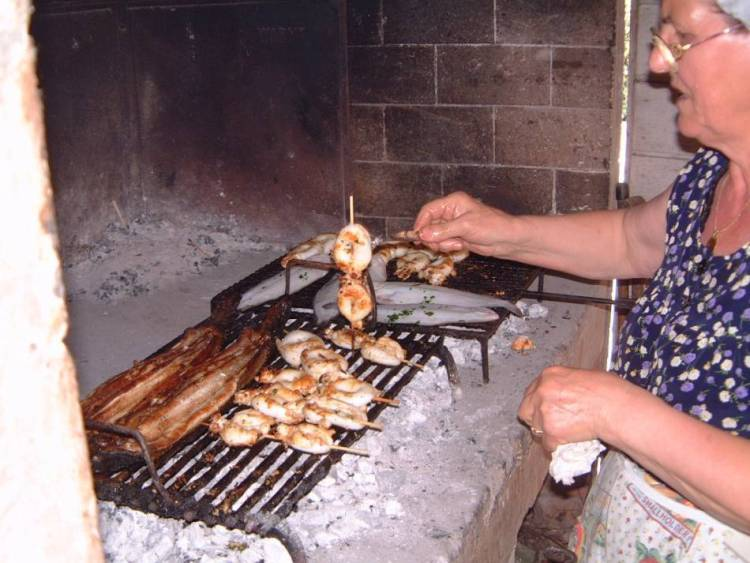
Anguille grillée au barbecue.

La pêche à l’anguille, de septembre à décembre, dans le lit des canaux par une méthode qui remonte au XVIIe siècle et encore utilisée aujourd’hui, avec une modernisation des pièges (en roseau à l’origine). C’est la pêche de l’anguille et son élevage intensif qui règle la vie du delta, avant qu’elle ne migre vers la mer des Sargasses pour se reproduire. Malheureusement, l’aggravation de la pollution est une sérieuse menace pour cette espèce qui tend à se raréfier un peu plus chaque année. 
L’anguille marinée et fumée est la spécialité de Comacchio (« Anguilla marinata di Comacchio »). Anciennement protégée par une loi de l’État pontifical (loi Galli) jusqu’à la fin de la seconde guerre mondiale, cette fabrication est toujours active dans la conserverie de la ville (en 2005, 10 tonnes d’anguilles ont été traitées et mises en conserve)
De 21 manufactures de traitement de la pêche en 1853, il n’en reste plus qu’une aujourd’hui (Société Bonaiuto Vitali & Cie). Ces disparitions s’expliquent par l’assèchement de 60 000 ha de marais et canaux, qui laisse peu de place à la pêche (11 000 ha). Cette activité faisait vivre pratiquement toute la population des valli, tous les métiers étaient représentés : pêche, fabrication et entretien de filets, de nasses, de barques, de barils de conservation, préparation du poisson (découpe, salaison, embrochage, cuisson, mise en conserve), commerce, …
Aujourd’hui, la seule manufacture existante, qui avait fermé dans les années 1990, a repris ses activités en 2004, sous le patronage du parc régional du delta du Pô d'Émilie-Romagne. Quatre foyers sur les douze ont été rallumés et la fabrication a repris avec le concours et le savoir d’anciens ouvriers.

## Administration
| Période                                  | Période  | Identité                 | Étiquette       | Qualité |
| ---------------------------------------- | -------- | ------------------------ | --------------- | ------- |
| 5 avril 2005                             | En cours | Maria Cristina Cicognani | Centro-Sinistra |         |
| Les données manquantes sont à compléter. |          |                          |                 |         |

### Hameaux
- Les fameux lidos qui sont nommés Lido di Volano, Lido delle Nazioni, Lido di Pomposa, Lido degli Scacchi, Porto Garibaldi, Lido degli Estensi et Lido di Spina.
- San Giuseppe
- Vaccolino
- Volania

### Communes limitrophes
Argenta, Codigoro, Lagosanto, Ostellato, Portomaggiore, Ravenne.

## Population

### Évolution de la population en janvier de chaque année
| 1861  | 1901   | 1921   | 1951   | 1961   | 1971   | 1981   | 1991   | 2001   |
| ----- | ------ | ------ | ------ | ------ | ------ | ------ | ------ | ------ |
| 8 484 | 10 745 | 12 348 | 15 640 | 16 400 | 18 779 | 20 992 | 21 179 | 20 320 |

| 2011   | - | - | - | - | - | - | - | - |
| ------ | - | - | - | - | - | - | - | - |
| 22 725 | - | - | - | - | - | - | - | - |